# 魔法世界
《魔法世界》是一款由Hot-B制作和发行的电子角色扮演游戏。游戏的角色由山田章博设计。本游戏于1993年7月23日在日本地区超级任天堂发行。開發廠Hot-B隔天倒閉。
魔法世界的背景为中世纪的欧洲，此时魔法占据主导地位。玩家控制的主人公是一个魔术师。他需要解决各种问题。随后他要与黑暗的人们进行战斗。
在系统方面，游戏中遇到敌人的概率较高。在战斗画面中，玩家需要移动到敌人处，才能进行攻击，非常浪费时间。